# Massagris
Genre
Massagris est un genre d'araignées aranéomorphes de la famille des Salticidae.

## Distribution
Les espèces de ce genre se rencontrent en Afrique du Sud, au Lesotho et en Ouganda.

## Liste des espèces
Selon World Spider Catalog (version 25.5, 14/09/2024) :
- Massagris budongo Wiśniewski & Wesołowska, 2024
- Massagris honesta Wesołowska, 1993
- Massagris maculosa Wesołowska & Haddad, 2018
- Massagris mirifica G. W. Peckham & E. G. Peckham, 1903
- Massagris mohale Wesołowska & Haddad, 2014
- Massagris natalensis Wesołowska & Haddad, 2009
- Massagris schisma Maddison & Zhang, 2006
- Massagris separata Wesołowska, 1993

## Systématique et taxinomie
Ce genre a été décrit par Simon en 1900 dans les Attidae.

## Publication originale
- Simon, 1900 : « Descriptions d'arachnides nouveaux de la famille des Attidae. » Annales de la Société Entomologique de Belgique, vol. 44, p. 381-407 (texte intégral).